# Silnice I/6
Die Silnice I/6 (tschechisch für: „Straße I. Klasse 6“) ist eine tschechische Staatsstraße (Straße I. Klasse). 

## Verlauf
Die Straße, die zugleich die Europastraße 48 bildet und die teilweise bereits durch die seit dem 1. Januar 2016 zur Autobahn aufgestufte Dálnice 6 ersetzt ist, verbindet Prag mit Cheb (Eger) und der deutschen Grenze. Sie verläuft als Autobahn Dálnice 6 bis Nové Strašecí (Neustraschitz) westlich von Kladno, geht nach der Anschlussstelle (exit) 32 in die Landstraße über, nimmt in Řevničov (Rentsch) die von Osten kommende Silnice I/16 auf, kreuzt bei Petrohrad (Petersburg) die Silnice I/27, ist zwischen Lubenec und Bošov für ein kurzes Stück bereits als Autobahn ausgebaut, führt über Bochov (Buchau) nach Karlsbad (Karlovy Vary), wo die Silnice I/13 (Europastraße 442) abzweigt, und wird hier wieder zur Autobahn Dálnice 6 (nunmehr auch Europastraße 49). An der Anschlussstelle (exit) 169 geht die Autobahn nochmals in die Landstraße über, die bei Pomezí nad Ohří (Mühlbach) die tschechisch-deutsche Grenze überschreitet und sich als Bundesstraße 303 fortsetzt.
Die Länge der Straße beträgt rund 167 Kilometer.

## Geschichte
Von 1940 bis 1945 bildete die Straße von Cheb bis Karlsbad einen Teil der Reichsstraße 15, von Karlsbad bis Prag der Reichsstraße 93. Zwischen Cheb und Pomezí nad Ohří verläuft die Straße ca. 3 km auf der Trasse der von Gefrees über Liberec (Reichenberg) nach Breslau führenden, vor 1942 begonnenen Reichsautobahn (Sudetenautobahn).